# Cégénydányád, Szabolcs-Szatmár-Bereg
Cégénydányád  este un sat în districtul Fehérgyarmat, județul Szabolcs-Szatmár-Bereg, Ungaria, având o populație de 692 de locuitori (2011). 

## Demografie
Componența etnică a satului Cégénydányád
     Maghiari (99,45%)
     Români (0,55%)
Componența confesională a satului Cégénydányád
     Reformați (55,64%)
     Romano-catolici (5,92%)
     Fără religie (3,9%)
     Greco-catolici (2,02%)
     Necunoscută (31,94%)
     Atei (0,58%)
     Alte religii (1,88%)
Conform recensământului din 2011, satul Cégénydányád avea 692 de locuitori. Din punct de vedere etnic, majoritatea locuitorilor (99,45%) erau maghiari.  Din punct de vedere confesional, majoritatea locuitorilor (55,64%) erau reformați, existând și minorități de romano-catolici (5,92%), persoane fără religie (3,9%) și greco-catolici (2,02%). Pentru 31,94% din locuitori nu este cunoscută apartenența confesională.